# Die Archive des Planeten

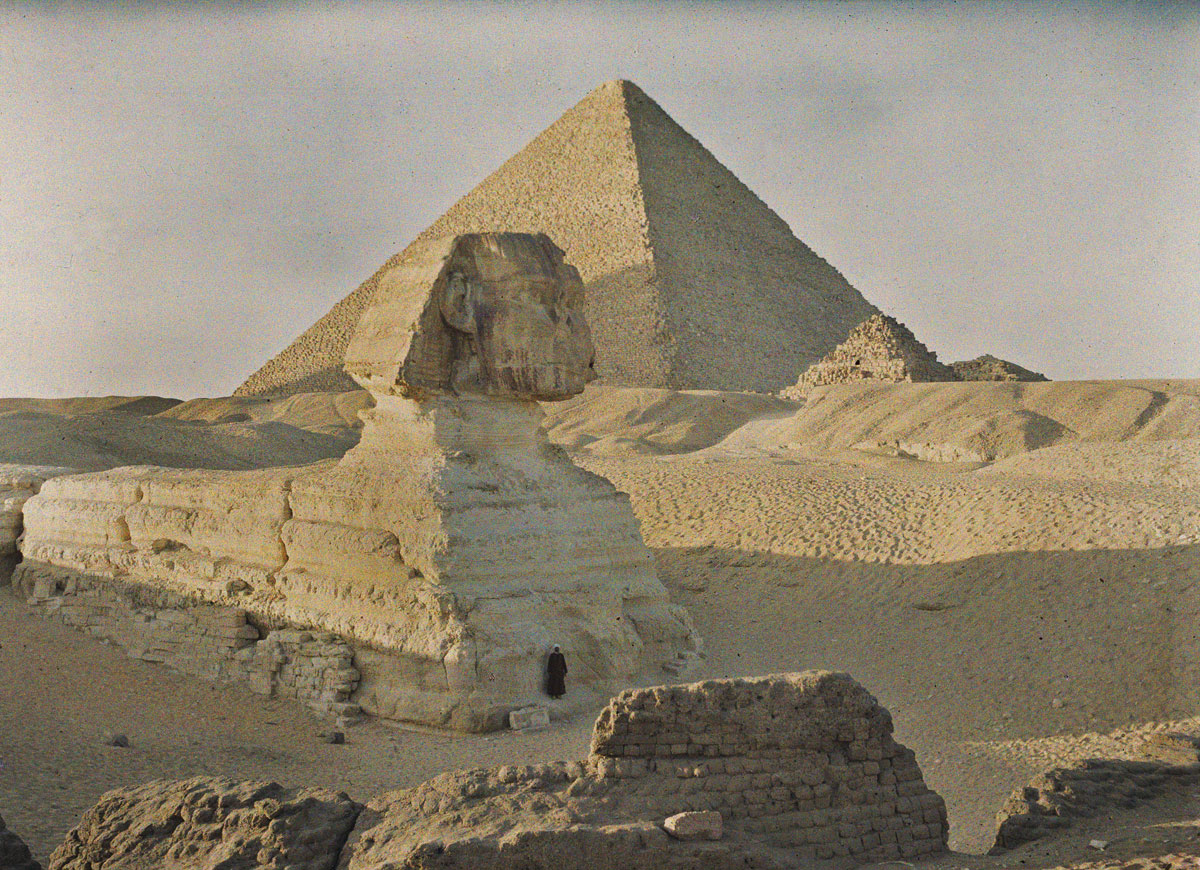
Cheops-Pyramide und Sphinx (1914)

Die Archive des Planeten (französisch: Les archives de la planète) waren ein von 1908 bis 1931 durchgeführtes Projekt mit dem Ziel, Kulturen weltweit zu fotografieren. Das Projekt wurde vom französischen Bankier Albert Kahn finanziert und führte zu 183.000 Metern Film und 72.000 Farbfotos aus 50 Ländern.
Das Projekt begann mit einer Weltreise, die der Initiator Albert Kahn gemeinsam mit seinem Chauffeur unternahm. Im Anschluss wurden Expeditionen in verschiedene Regionen durchgeführt, darunter Brasilien, das ländliche Skandinavien, die Balkanhalbinsel, Nordamerika, der Nahe Osten, Asien und Westafrika. Dabei wurden historische Ereignisse wie die Folgen des Zweiten Balkankriegs, der Erste Weltkrieg in Frankreich und der türkische Befreiungskrieg dokumentiert.
Inspiration dafür waren die internationalistischen und pazifistischen Überzeugungen Kahns. Es wurde 1931 eingestellt, nachdem Kahn durch die Weltwirtschaftskrise von 1929 den Großteil seines Vermögens verloren hatte. Seit 1990 wird die Sammlung vom Musée départemental Albert-Kahn verwaltet, die meisten Bilder sind online verfügbar.

## Geschichte

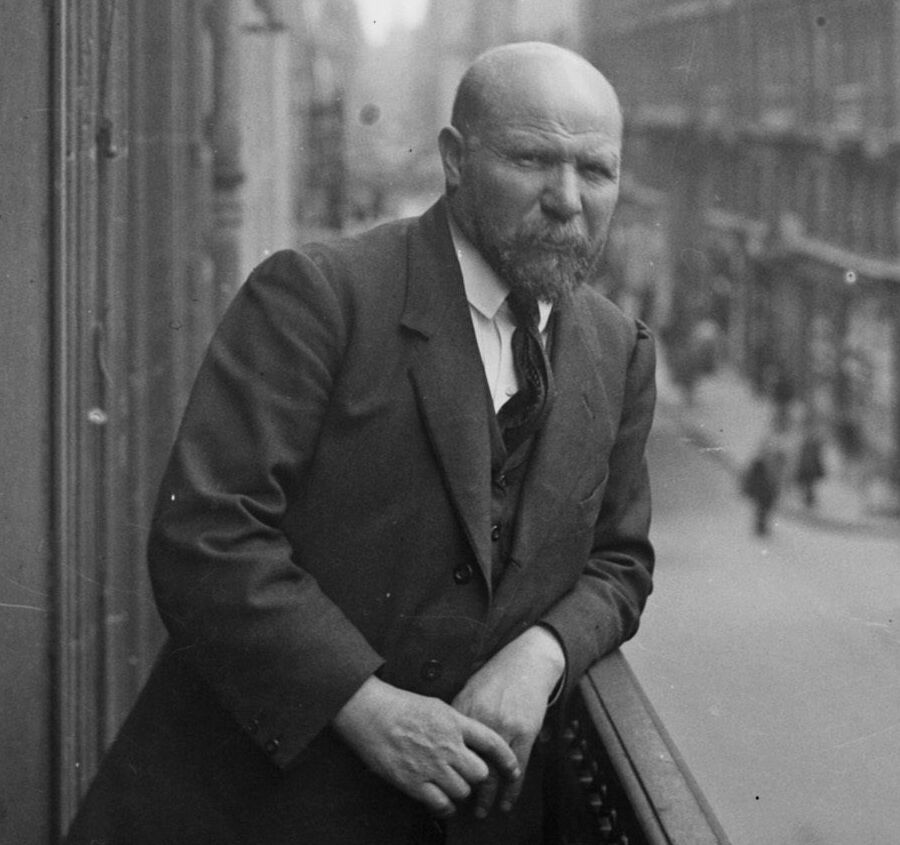
Albert Kahn (1914)

Im November 1908 brach der französische Bankier Albert Kahn, der mit den Aktien der Gold- und Diamantengesellschaften in Transvaal spekuliert und damit ein Vermögen gemacht hatte, mit seinem Chauffeur Alfred Dutertre zu einer Weltreise auf. Dutertre fotografierte die Orte, die sie besuchten, mit einer Technik namens Stereoskopie, die bei damaligen Reisenden sehr beliebt war, da die Fotoplatten klein waren und kurze Belichtungszeiten ermöglichten.
Er brachte auch eine Pathé-Filmkamera und einige hundert Farbplatten mit. Sie machten zunächst in New York City Halt, gefolgt von den Niagarafällen und Chicago. Nach einem kurzen Aufenthalt in Omaha in Nebraska fuhren Dutertre und Kahn weiter nach Kalifornien, wo Dutertre Bilder von den Ruinen des Erdbebens von San Francisco 1906 aufnahm. Am 1. Dezember bestiegen die beiden einen Dampfer nach Yokohama in Japan. Auf dem Weg dorthin hatten sie neunzehn Stunden Aufenthalt in Honolulu auf Hawaii. Am 12. Dezember überquerten sie die Datumsgrenze und kamen sechs Tage später in Yokohama an. Nach Japan führte ihre Reise in Asien durch China, Singapur und Ceylon.
Nach seiner Rückkehr nach Frankreich stellte Kahn zwei professionelle Fotografen ein, Stéphane Passet und Auguste Léon, einen ehemaligen Postkartenfotografen. Letzterer begleitete Kahn 1909 auf einer Reise nach Südamerika, auf der unter anderem Rio de Janeiro und Petrópolis in Farbe fotografiert wurden. Weitere frühe Expeditionen führten ihn mit Léon ins ländliche Norwegen und Schweden im Jahr 1910.
Die Archive des Planeten wurden offiziell 1912 gegründet, als Kahn den Geographen Jean Brunhes mit der Leitung des Projekts beauftragte, der im Gegenzug einen von Kahn gestifteten Lehrstuhl für Humangeographie am Collège de France erhielt. Brunhes interessierte sich besonders für die Beziehung zwischen menschlicher Kultur und ihrer Umwelt und richtete das Projekt nach den in seinem 1910 erschienenen Buch La Géographie Humaine beschriebenen Prinzipien aus. Er erkannte das Potenzial der Fotografie als wichtige Technologie in der Humangeographie, zur Dokumentation der Spuren menschlicher Bodennutzung.
Das Stereoskopie-Verfahren wurde durch das 1907 von den Brüder Lumière entwickelte und vermarktete Autochromverfahren ersetzt, welches die Erstellung von Farbfotografien ermöglichte, jedoch lange Belichtungszeiten erforderte. Zusätzlich wurden Filme in das Projekt integriert. Kahn nannte das Projekt in einem Brief an den Geografen Emmanuel de Margerie eine „Bestandsaufnahme der vom Menschen bewohnten und erschlossenen Erde, wie sie sich zu Beginn des zwanzigsten Jahrhunderts darstellt, um ein für alle Mal die Praktiken, die Aspekte und die Formen der menschlichen Tätigkeit festzuhalten, deren endgültiges Verschwinden nur eine Frage der Zeit ist“. Darüber hinaus erhoffte er sich, dass das Projekt seine internationalistischen und pazifistischen Ideale fördern und verschwindende Kulturen dokumentieren würde. Der Philosoph Henri Bergson, ein enger Freund Kahns, hatte einen maßgeblichen Einfluss auf das Projekt. Bergson schlug auch Brunhes als Projektleiter vor.

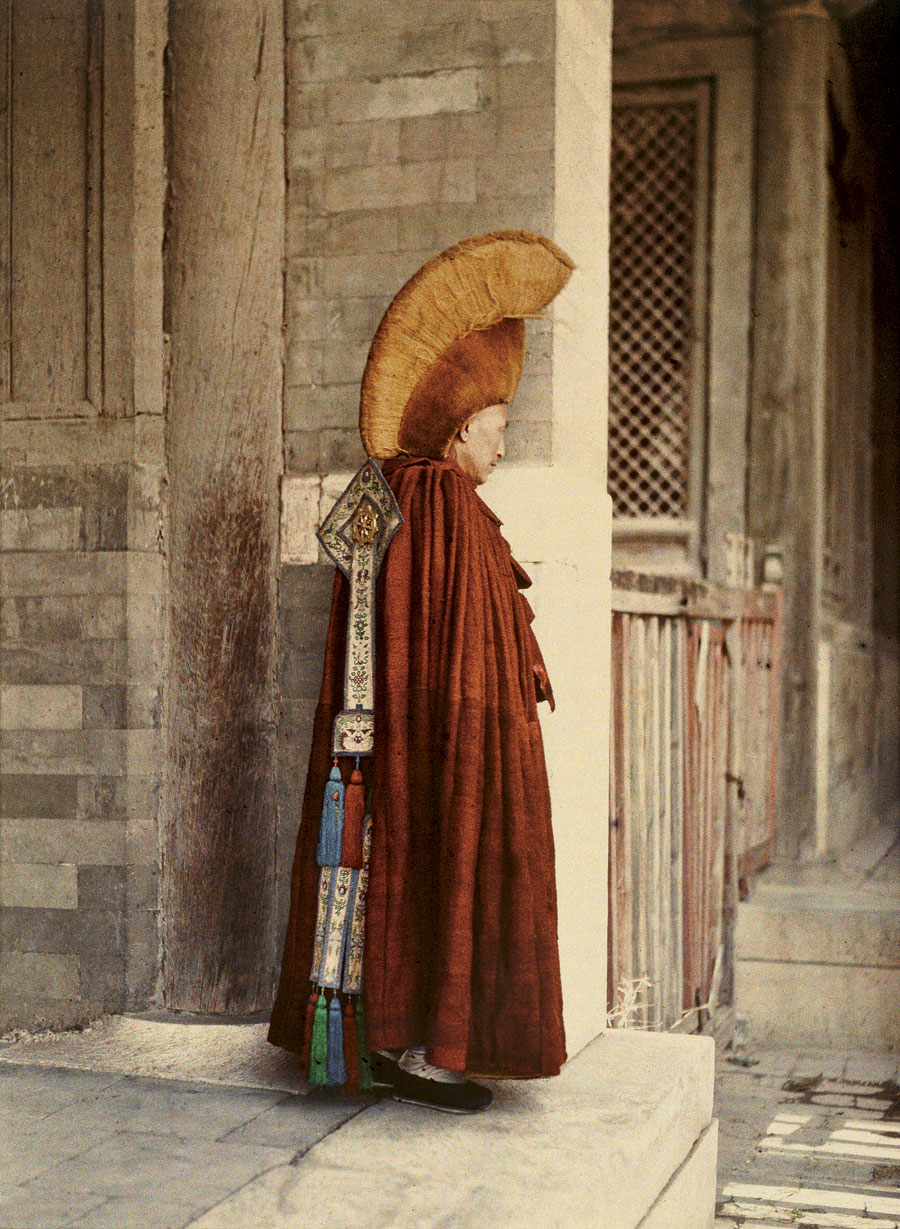
Buddhistischer Lama (Beijing, China, 1913)

Im Jahr 1912 wurden Passet nach China und Brunhes und Léon nach Bosnien-Herzegowina entsandt. Im Jahr 1913 folgte eine weitere Mission nach Makedonien, welche ebenfalls von Brunhes und Léon begleitet wurden. Die Expedition musste aufgrund des Ausbruchs des Zweiten Balkankriegs unterbrochen werden. Später reiste Passet in die Region, um die Nachkriegssituation zu dokumentieren.
Léon unternahm 1913 zwei Reisen nach Großbritannien. Sein fotografisches Werk umfasst Londoner Wahrzeichen wie den Buckingham Palace und die St Paul’s Cathedral sowie Szenen im ländlichen Cornwall. Im selben Jahr unternahm Marguerite Mespoulet, die einzige Fotografin im Archiv, eine Reise in den Westen Irlands. Im Anschluss reiste Léon in Begleitung von Brunhes nach Italien. Noch im selben Jahr kehrte Passet nach Asien zurück. Dort reiste er in die Mongolei und von dort weiter nach Indien. Im Januar 1914 wurde ihm von den britischen Behörden die Durchreise über den Chaiber-Pass nach Afghanistan verweigert, wo er Aufnahmen des afghanischen Volkes, insbesondere der Afridi, geplant hatte. Im weiteren Verlauf des Jahres traf der Offizier und freiwillige Fotograf Léon Busy in Französisch-Indochina ein, wo er bis 1917 tätig war.
Mit dem Ausbruch des Ersten Weltkriegs verlagerte sich der Schwerpunkt des Projekts. Kahn, der trotz seiner internationalistischen Einstellung französischer Patriot war, beauftragte seine Fotografen mit der Dokumentation der Auswirkungen des Krieges auf Frankreich und erlaubte die Verwendung der Fotos für Propagandazwecke. Dies erfolgte, obwohl die meisten Fotografen nicht an der Front eingesetzt wurden. Im Jahr 1917 schloss Kahn ein Abkommen mit der Armee, wonach zwei ihrer Fotografen Bilder für sein Archiv aufnehmen sollten. Die Fotografien aus dem Krieg sollten schließlich etwa ein Fünftel der Sammlung ausmachen.
In den 1920er Jahren wurden Fotografen in den Libanon, nach Palästina und in die Türkei entsandt, um die französische Besatzung des Libanon und den türkischen Unabhängigkeitskrieg zu dokumentieren. Frédéric Gadmer wurde 1923 in das Deutschland der Weimarer Republik entsandt, wo er unter anderem die Folgen eines gescheiterten Separatistenaufstands in Krefeld fotografierte. Die letzte Reise nach Indien fand 1927 statt, bei der der Fotograf Roger Dumas das Goldene Jubiläum von Jagatjit Singh, dem Herrscher des Staates Kapurthala, festhielt. Im Dezember desselben Jahres reiste Dumas zur Teilnahme an der Beerdigung von Kaiser Taishō nach Japan.
Kahns Fotografen kehrten in den 1920er Jahren mehrmals nach Amerika zurück. Lucien Le Saint filmte 1923 französische Fischer im Nordatlantik, und Brunhes und Gadmer reisten 1926 drei Monate lang durch Kanada und besuchten unter anderem Montreal, Winnipeg, Calgary, Edmonton und Vancouver. 1930 unternahm Gadmer die erste und einzige größere Expedition des Projekts in das Afrika südlich der Sahara, in die französische Kolonie Dahomey, das heutige Benin.
Als das Projekt 1931 nach dem Börsenkrach von 1929, der Kahn in den Bankrott trieb, eingestellt wurde, hatten Kahns Fotografen 50 Länder besucht und 183.000 Meter Film mit einer Vorführzeit von etwa 100 Stunden, 72.000 Farbfotografien, 4000 Stereoaufnahmen und 4000 Schwarz-Weiß-Fotografien aufgenommen.

## Archivmaterial
Der Regisseur David Okuefuna bezeichnete das Archiv als einen „monumental ehrgeizigen Versuch, eine fotografische Aufzeichnung des menschlichen Lebens auf der Erde zu erstellen“. Der Inhalt des Archivs ist thematisch sehr vielfältig. Bei den frühen Expeditionen nach Europa wies Brunhes die Fotografen an, die Geografie, Architektur und lokale Kultur der besuchten Orte festzuhalten. Gleichzeitig ließ er ihnen aber auch die Freiheit, andere Dinge zu fotografieren, die ihnen ins Auge fielen.
Eine Analyse des Archivs mit multimodaler künstlicher Intelligenz ergab, dass zwischen 22 und 27 % der Sammlung aus identischen oder sehr ähnlichen Aufnahmen besteht.

Beispiel für ähnliche Aufnahmen
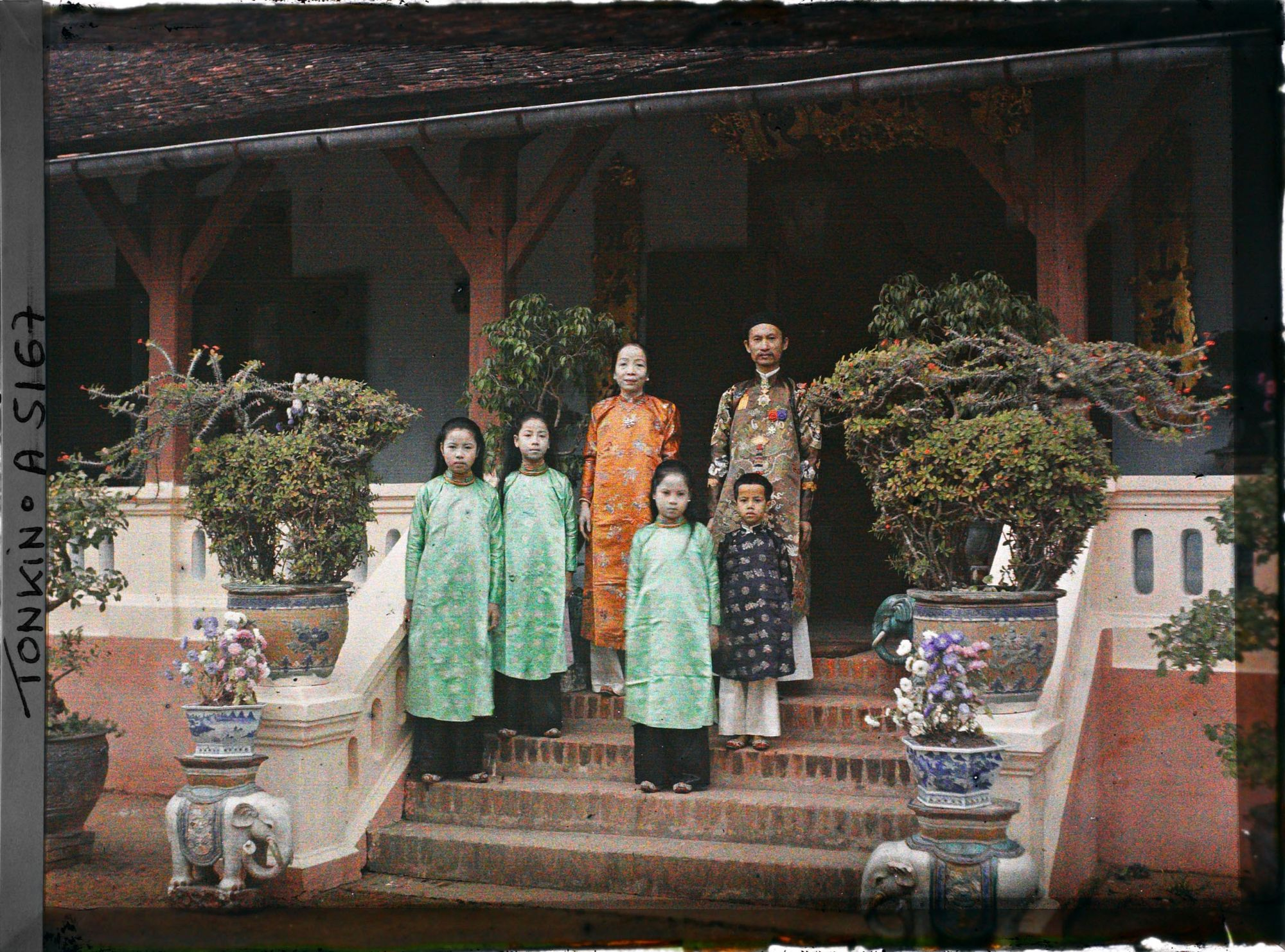
Tổng đốc Hoàng Trọng Phu und seine Familie vor seiner Villa (Bild 1)
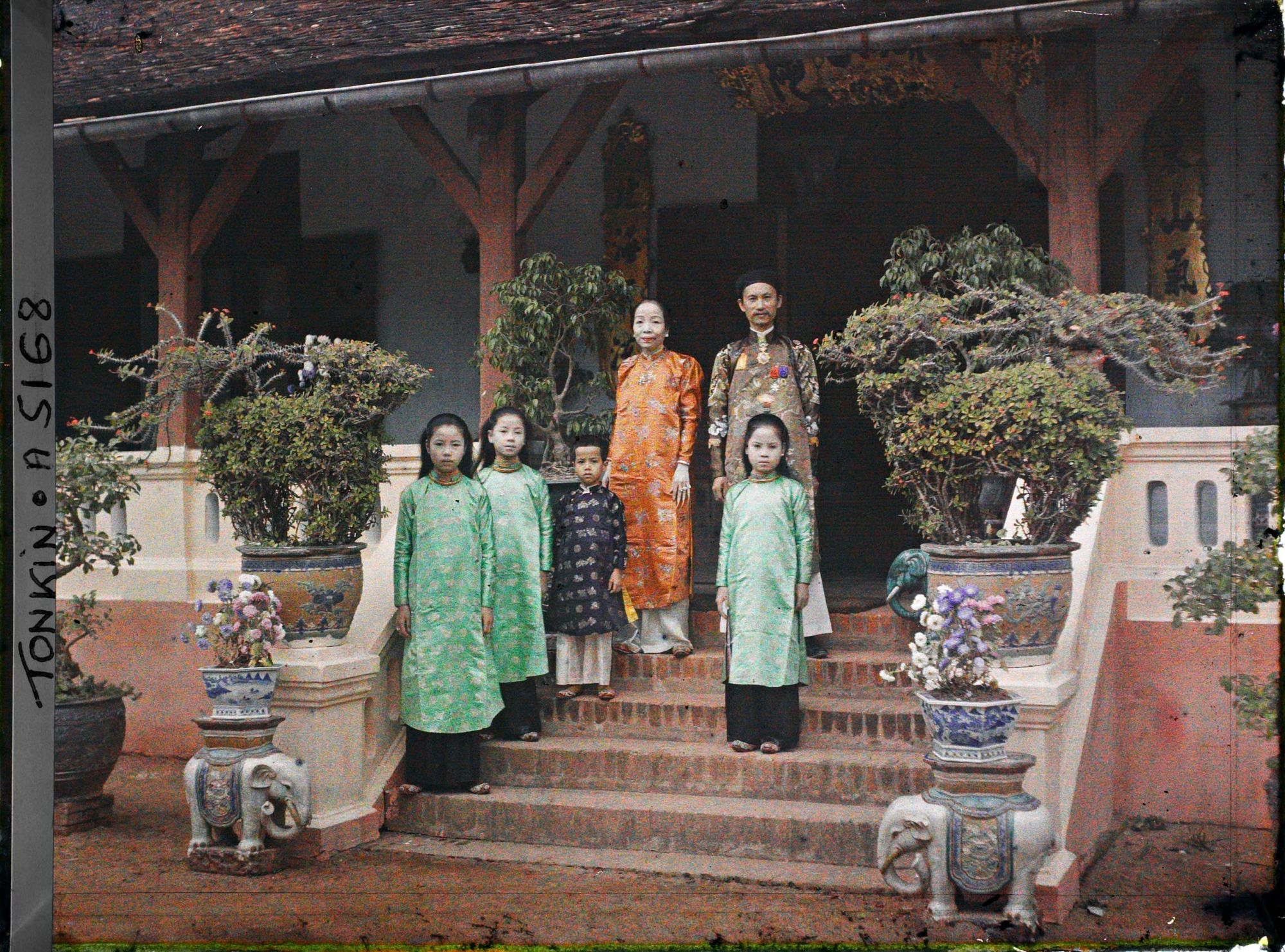
Tổng đốc Hoàng Trọng Phu und seine Familie vor seiner Villa (Bild 2)

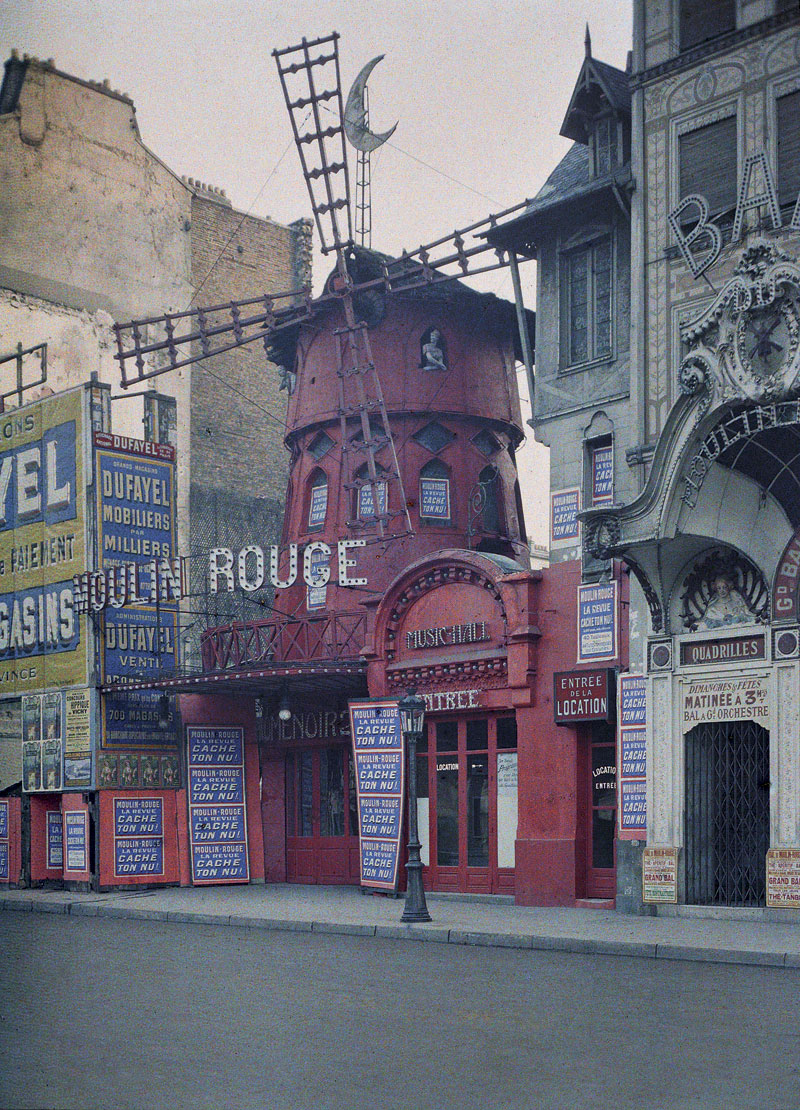
Moulin Rouge (Paris, 1914)

Die Sammlung umfasst nicht alle Teile der Erde in gleichem Maße. Etwa die Hälfte der Sammlung bildet Städte und Gemeinden in Frankreich ab, daneben sind viele Bilder aus Japan, Belgien, Griechenland, der Türkei, der Schweiz und Deutschland vorhanden. Die Sammlung umfasst insgesamt Fotos aus etwa 60 Ländern. Eine Analyse der räumlichen Metadaten ergab, dass nur 22 Länder mit über 100 Aufnahmen im Archiv vertreten sind. Häufige Motive sind Kirchen, Glockentürme, Berge, Flüsse, Bogengänge, Tore, Blumen und Ruinen.
Das Archiv beinhaltet eine Vielzahl von Bildern mit bekannten Wahrzeichen wie dem Eiffelturm, der Cheops-Pyramide, Angkor Wat und dem Taj Mahal. Darüber hinaus umfasst es zahlreiche Porträts von Arbeitern in Europa und von Mitgliedern traditioneller Gesellschaften in Asien und Afrika. In vielen Fällen machten Kahns Mitarbeiter einige der ersten Farbfotografien ihrer Reiseziele. Aufgrund der langen Belichtungszeit, die das Autochromverfahren erforderte, waren die Fotografen jedoch weitgehend darauf beschränkt, unbewegliche oder gestellte Motive aufzunehmen.
Ein großer Teil der Fotografien im Archiv thematisiert den Ersten Weltkrieg. Dabei stehen Bilder der Heimatfront, militärische Technik wie Artilleriegeschütze und Schiffe, Porträts einzelner Soldaten, darunter auch einige aus dem französischen Kolonialreich, sowie durch Beschuss beschädigte Gebäude im Fokus. Explizite Darstellungen toter Soldaten sind hingegen eine Seltenheit. Einige der Inhalte des Archivs waren sensibler Natur, insbesondere ein von Léon Busy gedrehter Film, der ein heranwachsendes vietnamesisches Mädchen beim Entkleiden zeigt. Léon Busy instruierte das Mädchen, ihr tägliches Ritual des Anziehens zu vollziehen. Um ihre Nacktheit zu verbergen, drehte er den Film unscharf.
Andere Aufnahmen, die 1926 in Casablanca gemacht wurden, zeigen Prostituierte, die ihre Brüste entblößen. Die Sammlung umfasst Porträts bedeutender Persönlichkeiten aus verschiedenen Bereichen, darunter Staatsmänner wie der britische Premierminister Ramsay MacDonald und der französische Premierminister Léon Bourgeois, der britische Physiker Joseph John Thomson, die französischen Schriftsteller Colette und Anatole France, der bengalische Dichter Rabindranath Tagore und der amerikanische Flieger Wilbur Wright. Seit 1990 obliegt die Verwaltung der Sammlung dem Musée Albert-Kahn, wobei ein Großteil der Bilder online zugänglich gemacht wird.

## Bildergalerie

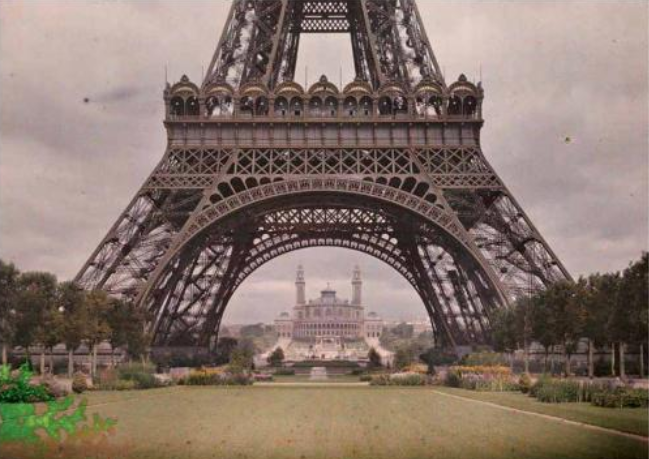
Eiffelturm und das Palais du Trocadéro (Paris, 1912)
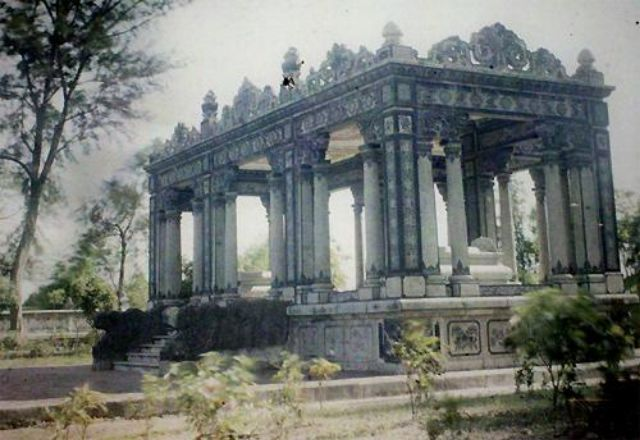
Grabmal von Hoàng Cao Khải, Vizekönig von Tonkin (Hanoi, etwa 1914)
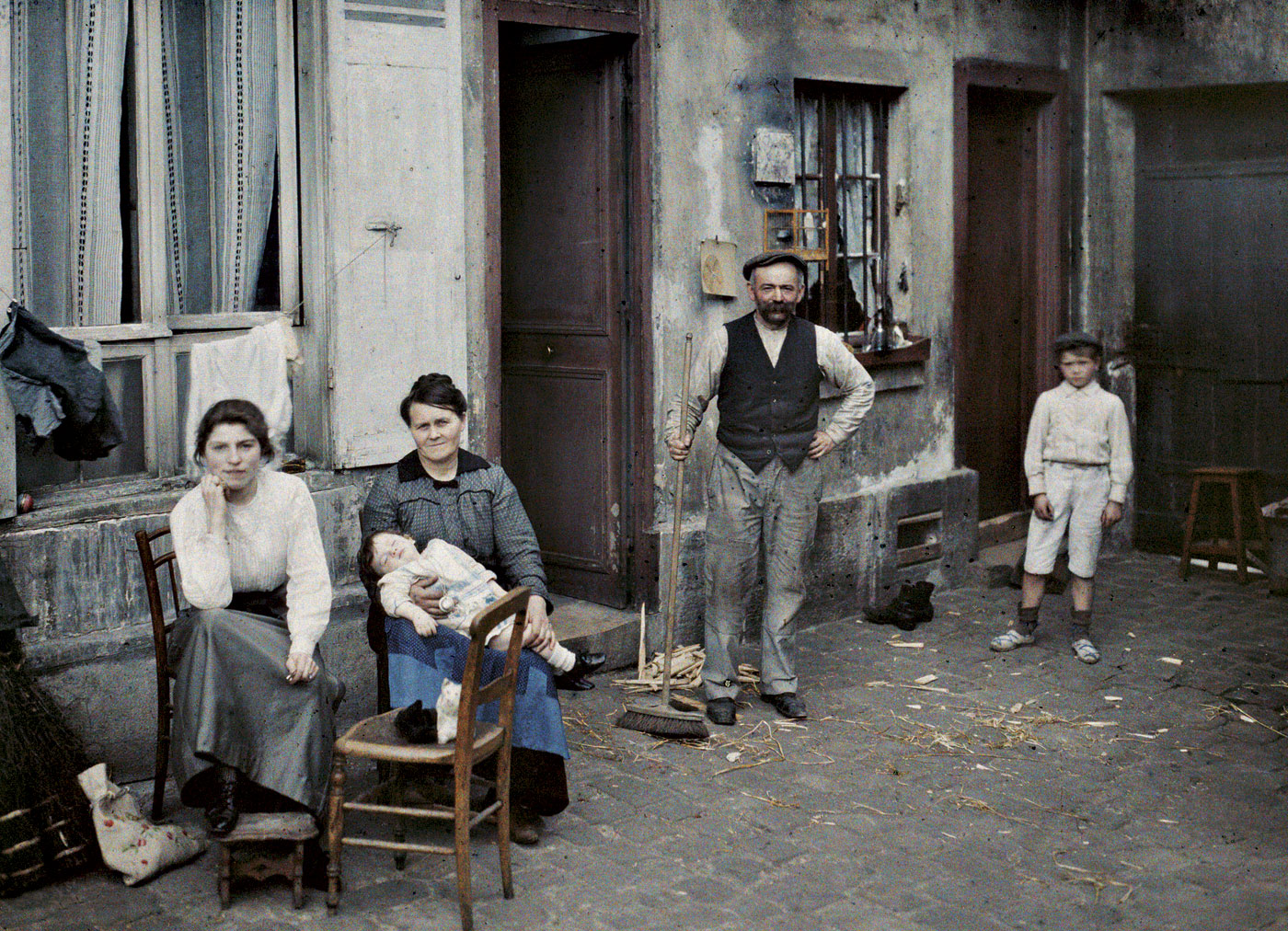
Familie in der Rue du Pot-de-Fer (Paris, 1914)
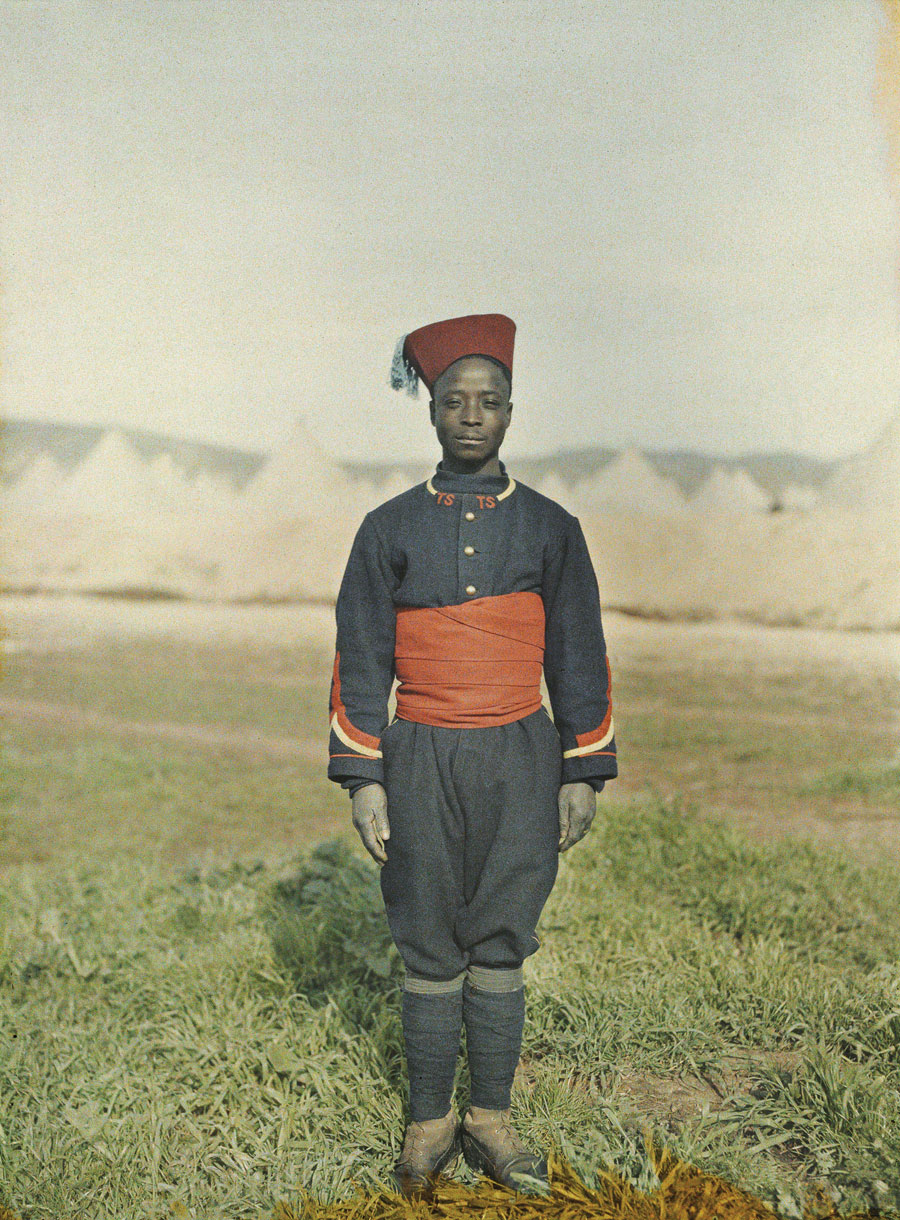
Senegalschütze (Fès, Marokko, 1913)
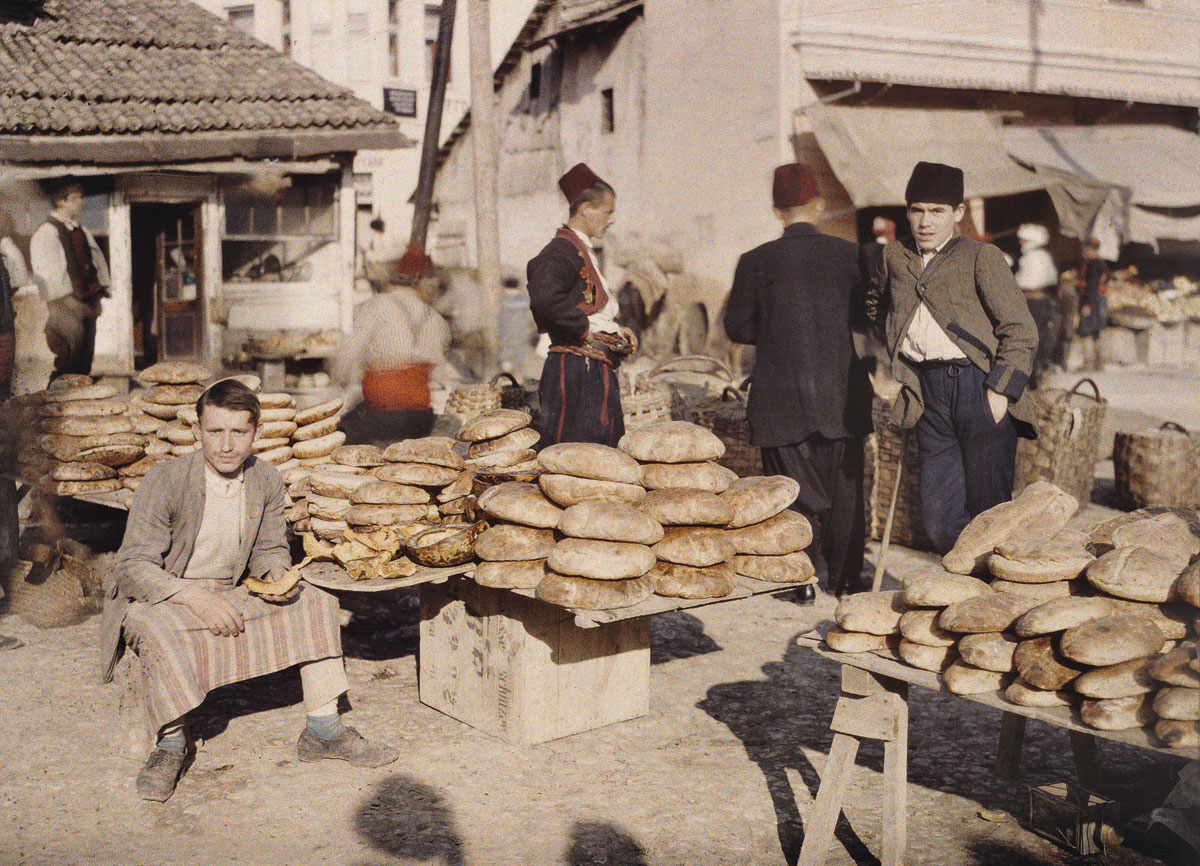
Marktszene (Sarajevo, Bosnien-Herzegovina, 1912)
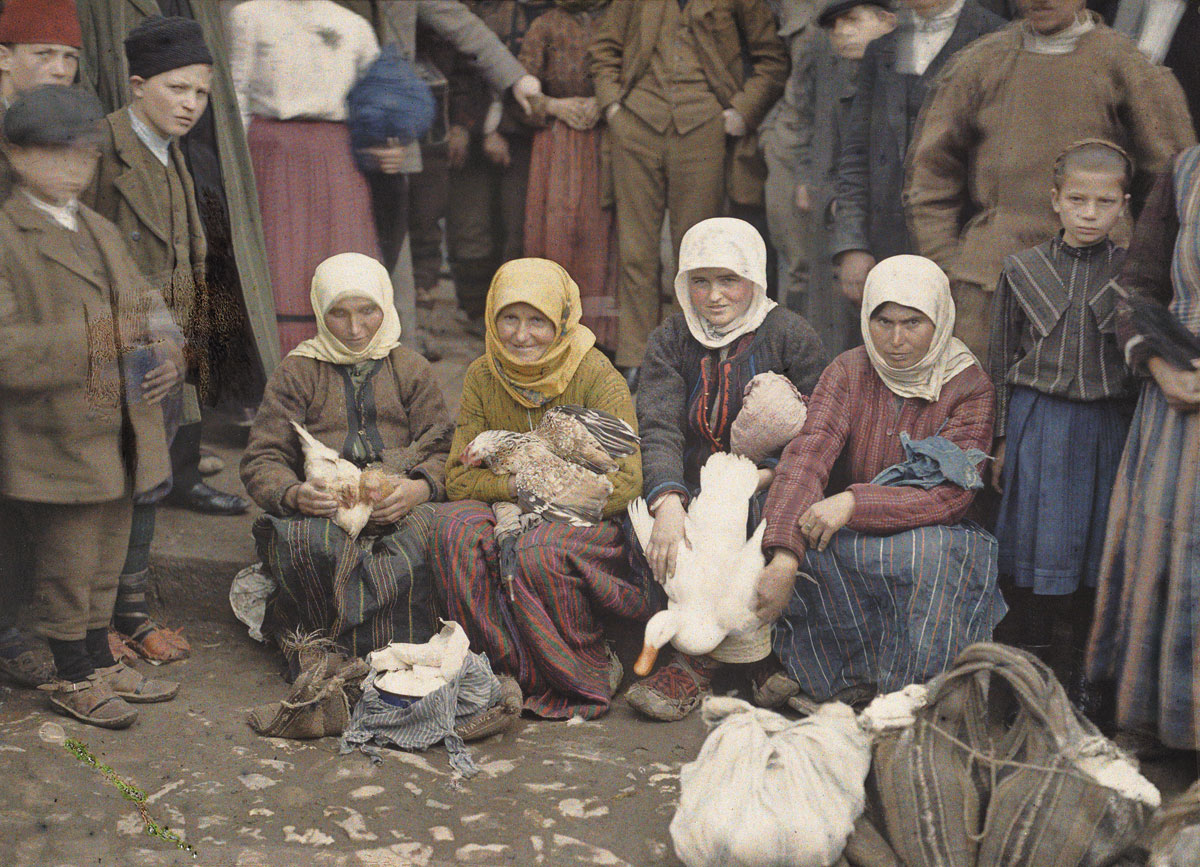
Marktszene (Kruševac, Serbien, 1913)
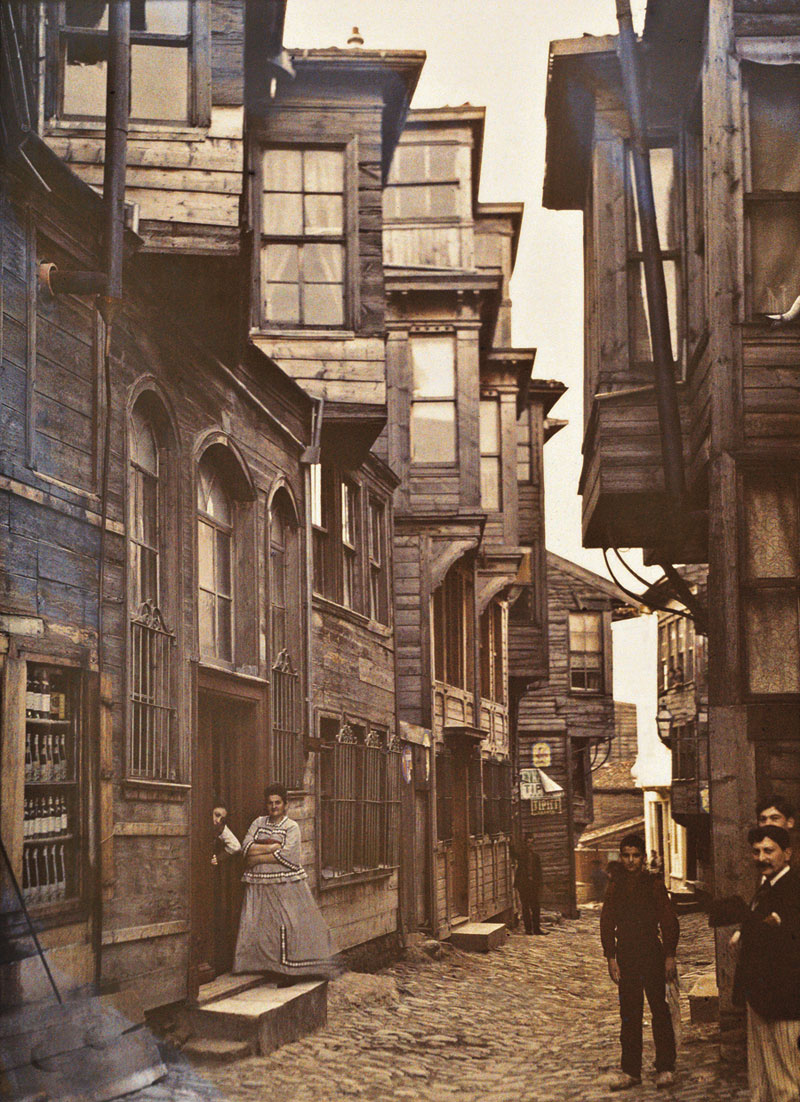
Holzhäuser in Beyoğlu (Istanbul, Türkei, 1912)
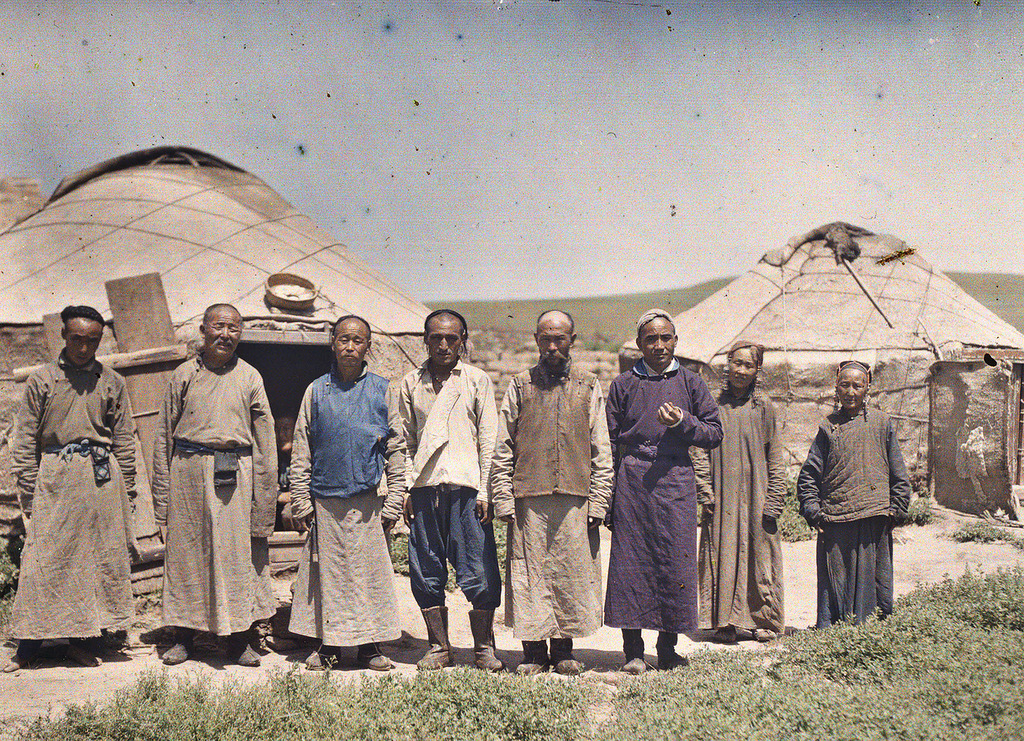
Innere Mongolei (1912)
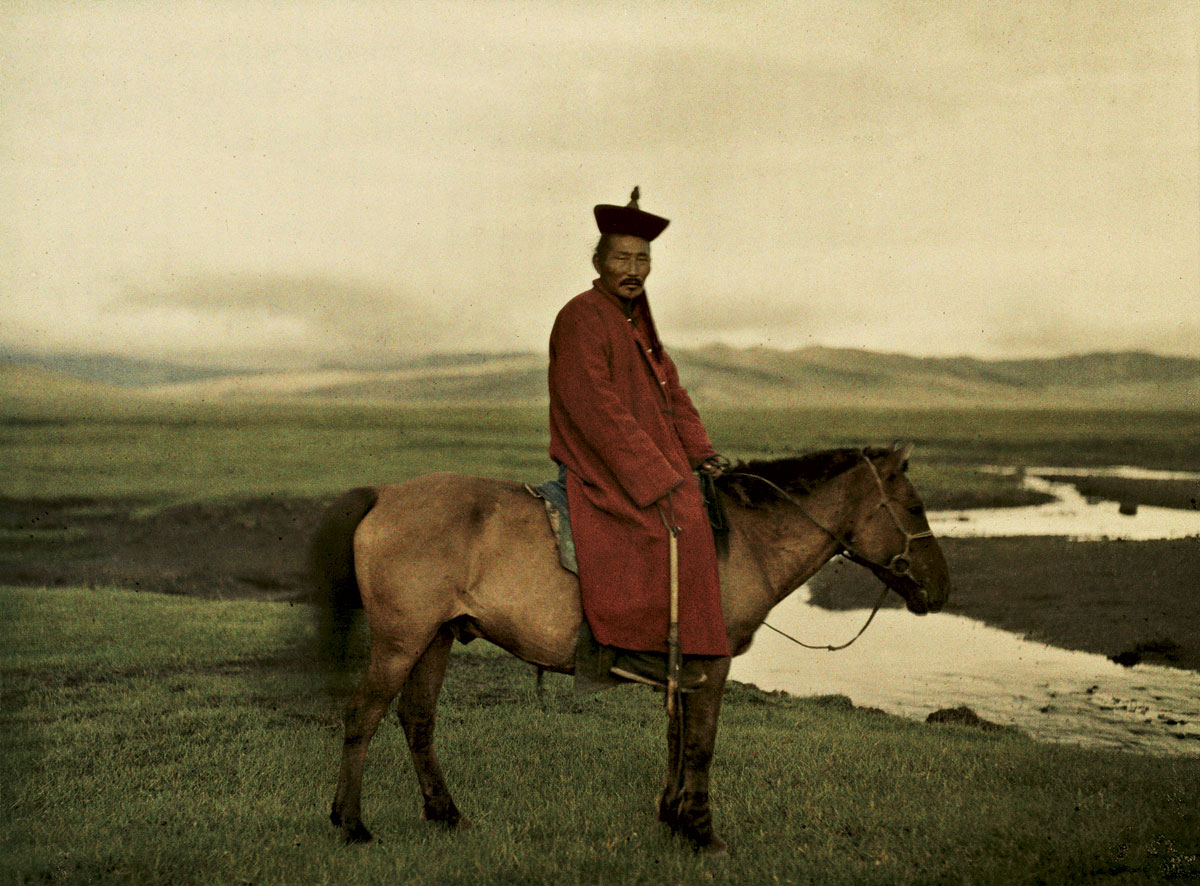
Buddhistischer Lama (Mongolei, 1913)
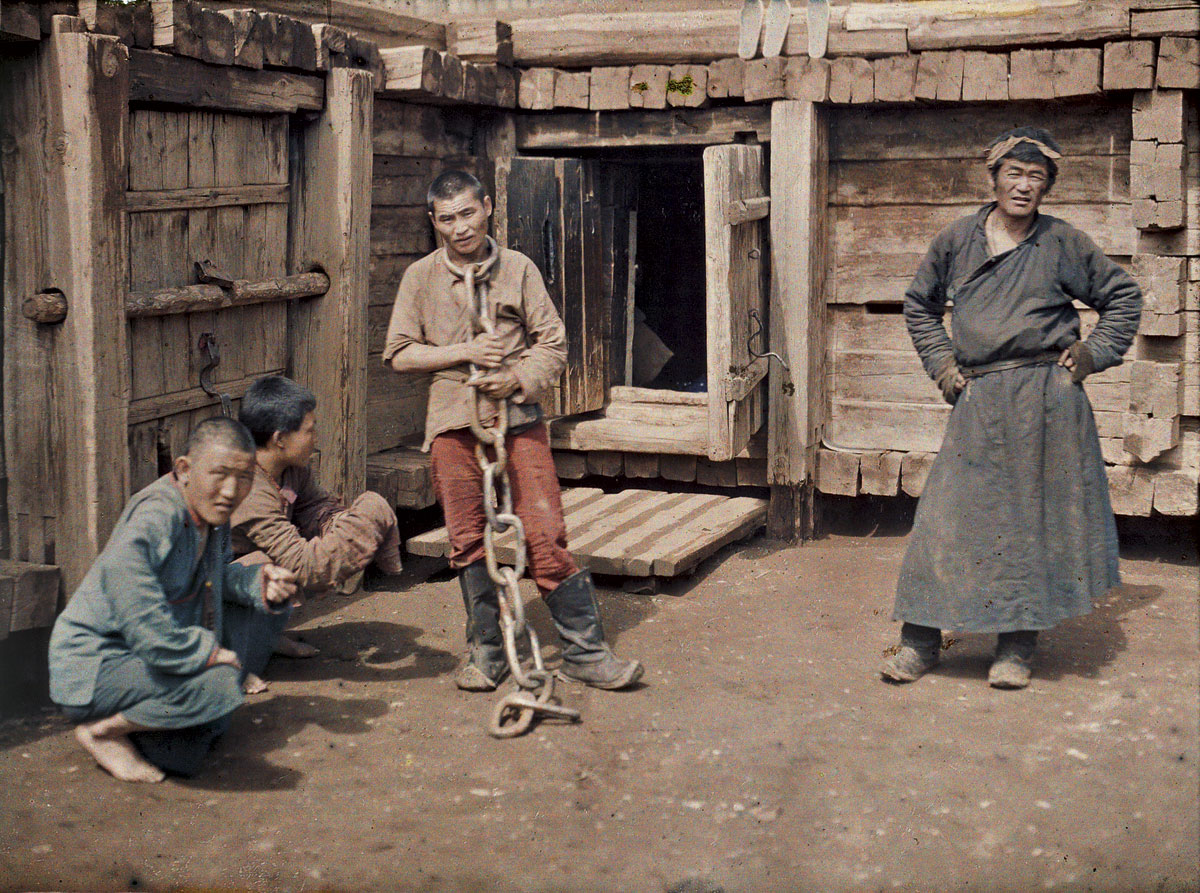
Gefangener (Ulaanbaatar, Mongolei, 1913)
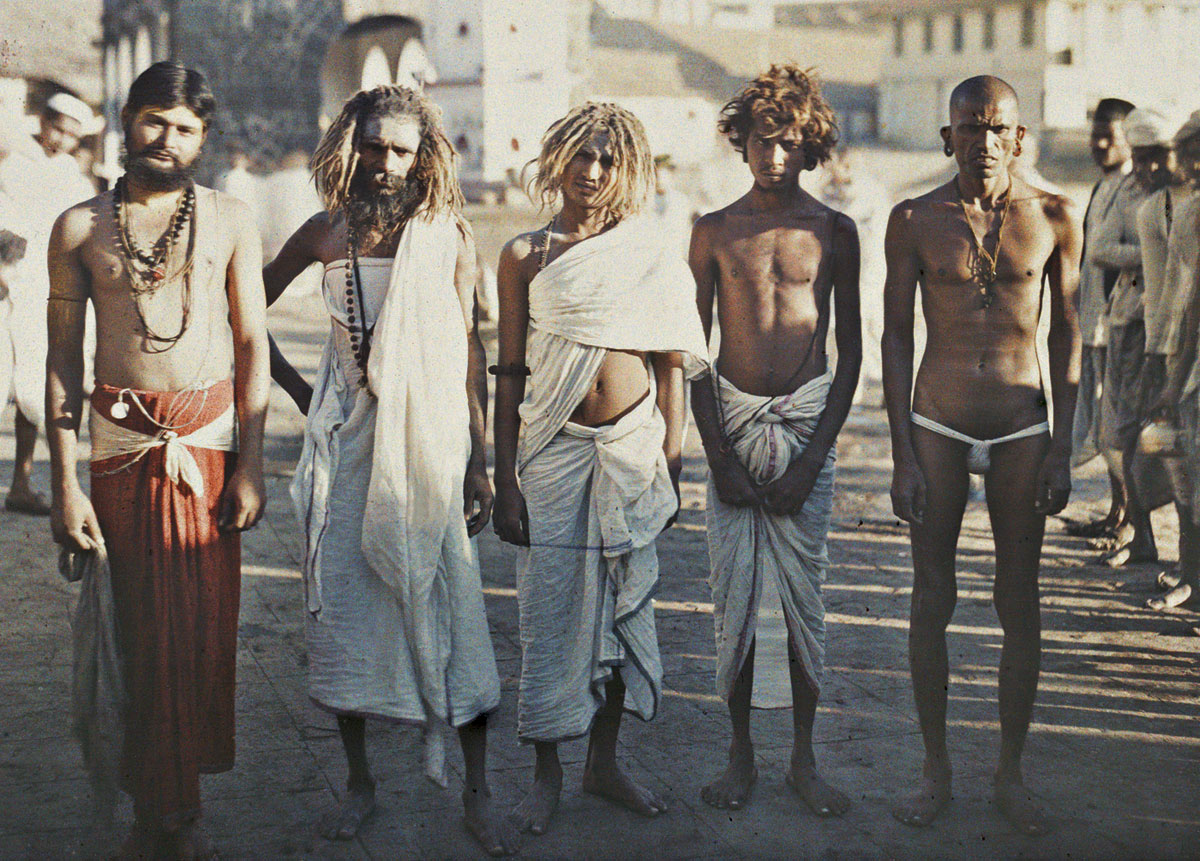
Sadhus (Bombay, Indien, 1913)
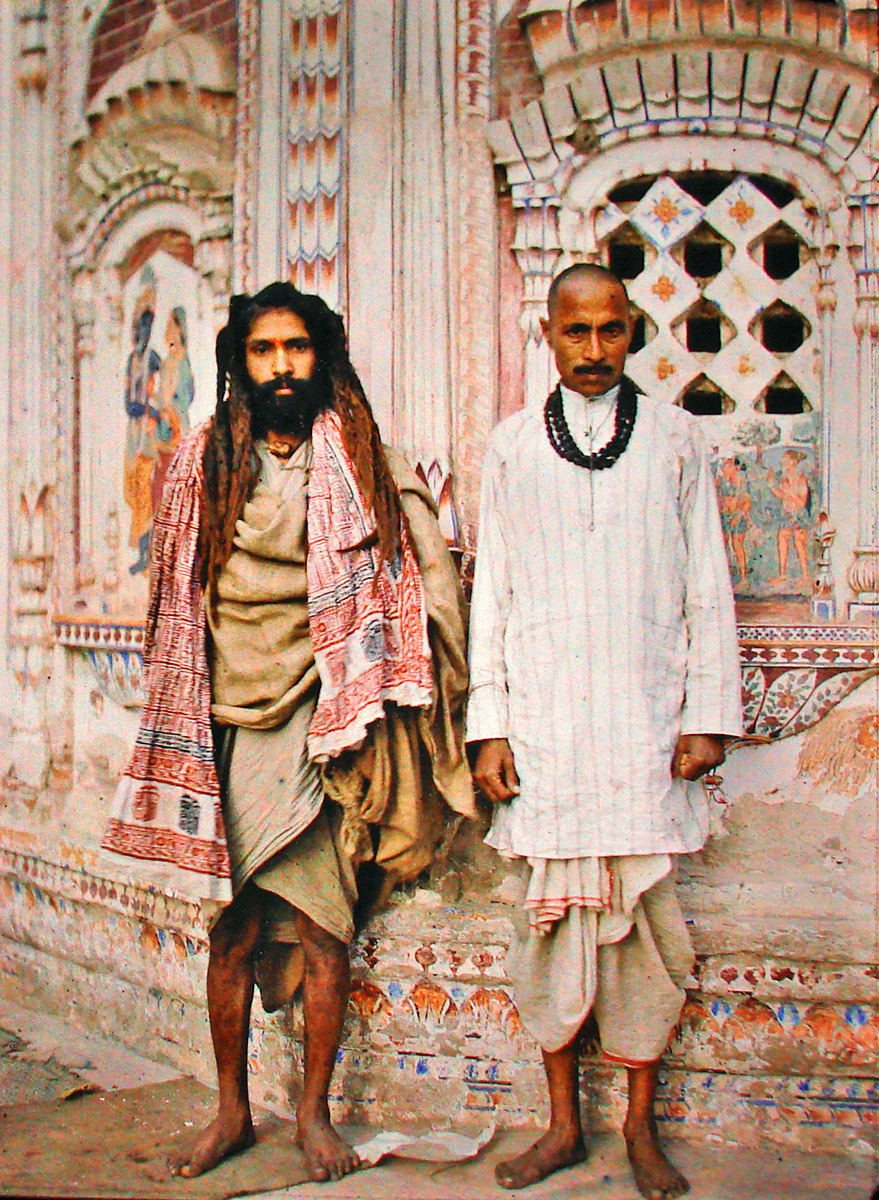
Sadhu und Brahmane (Lahore, Pakistan, 1914)
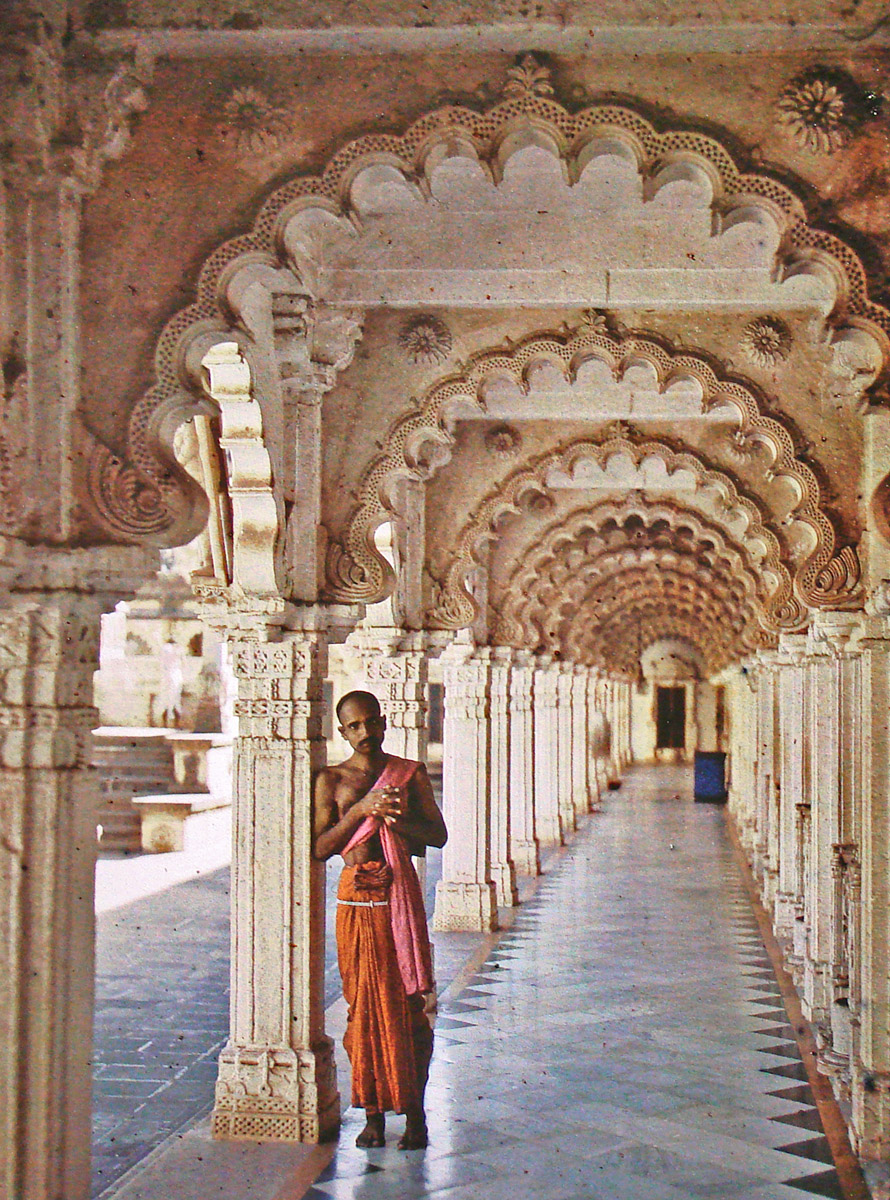
Tempeldiener (Ahmedabad, Indien, 1913)
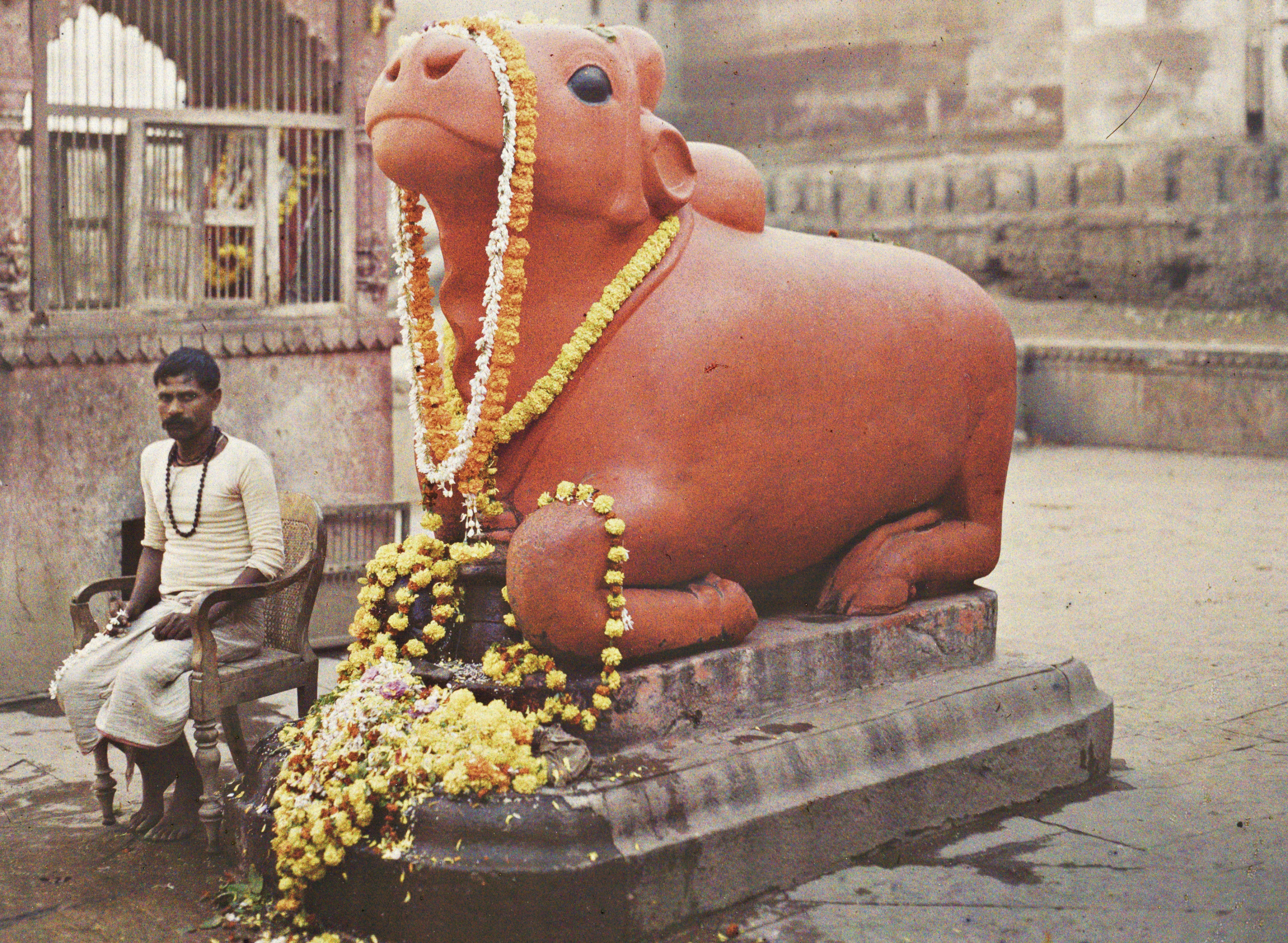
Statue des heiligen Stiers (Benares, Indien, 1914)
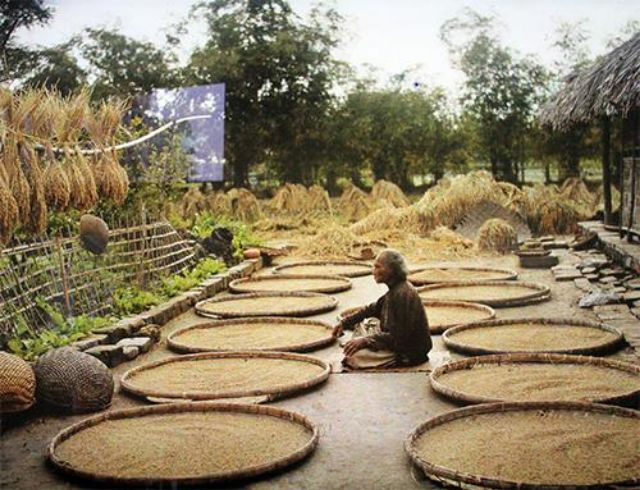
Ein Bauer, der inmitten seines Trocknungsplatzes für Reis sitzt (Hanoi, um 1914)
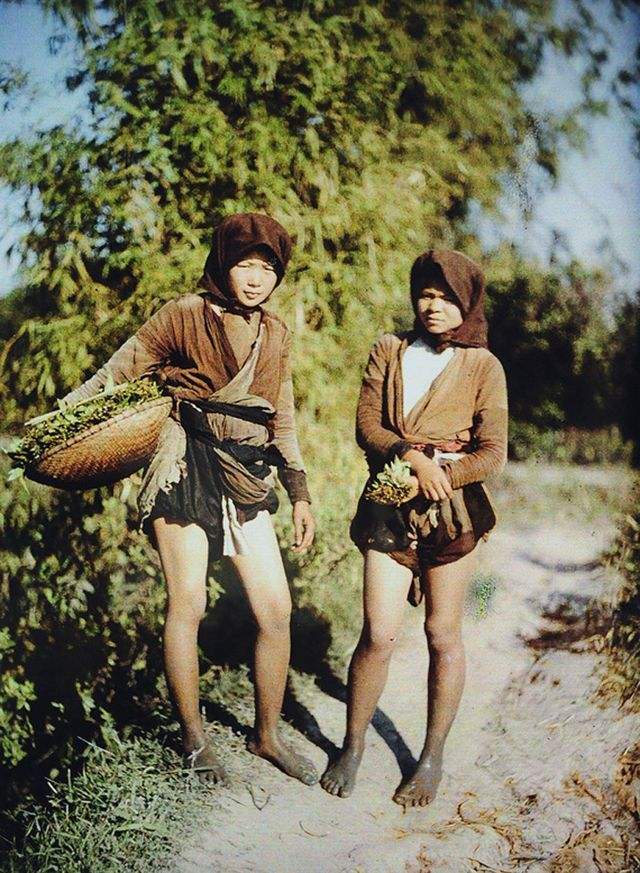
Zwei Landfrauen bei der Spinaternte (Hanoi, um 1914)
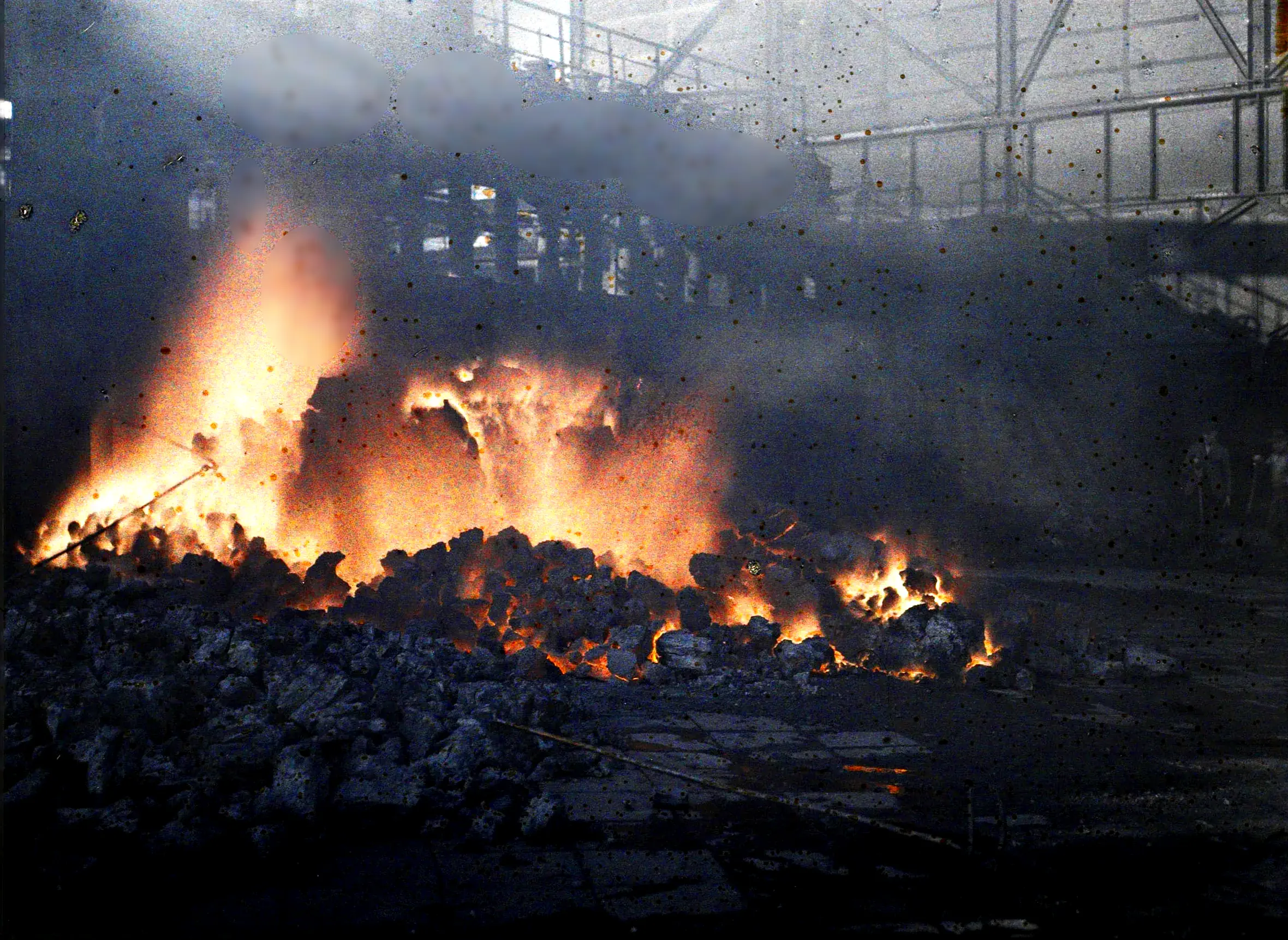
Kokslöschrampe in Gelsenkirchen 1923
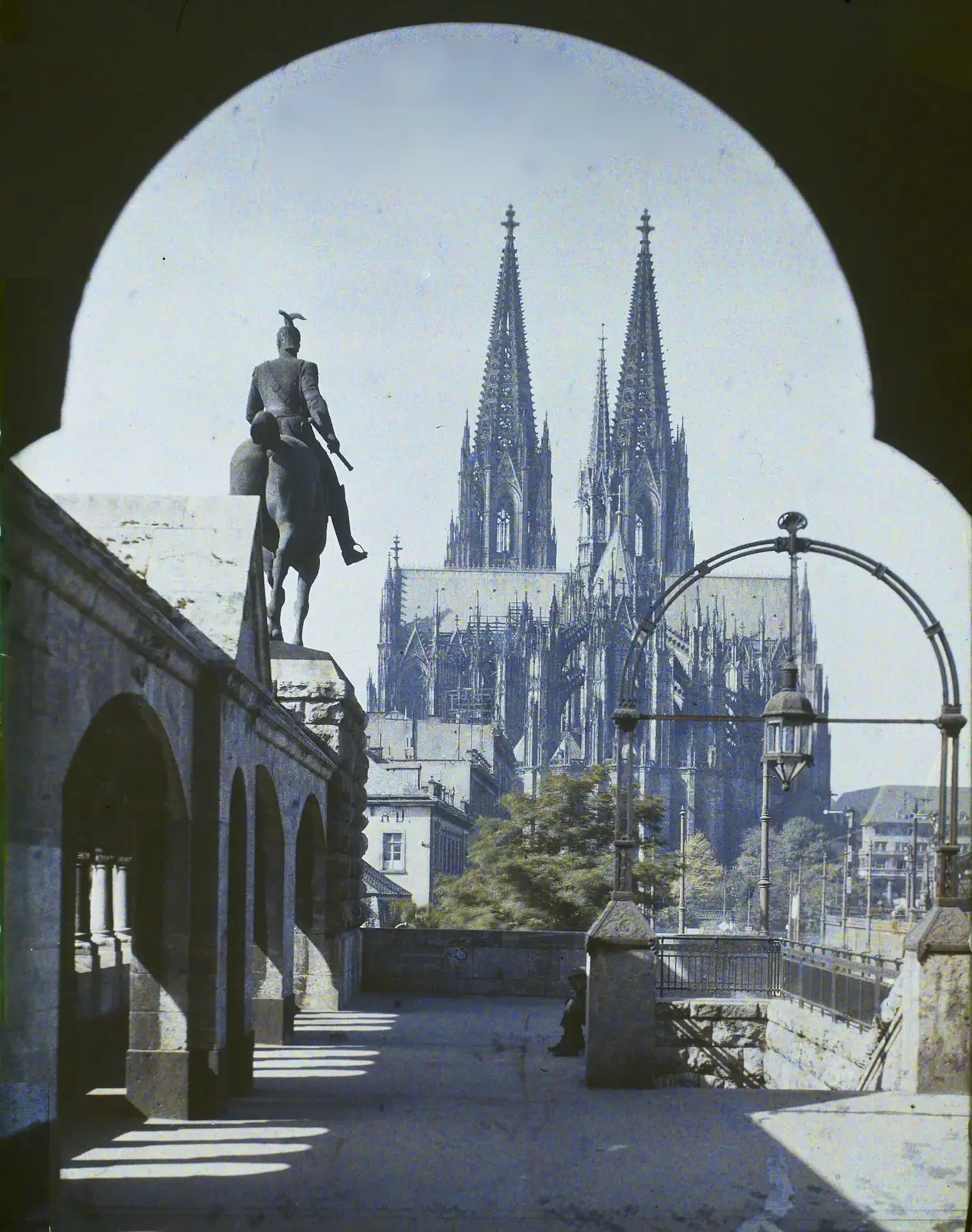
Köln im September 1924